# Biblioteca Popular dels Grans Mestres

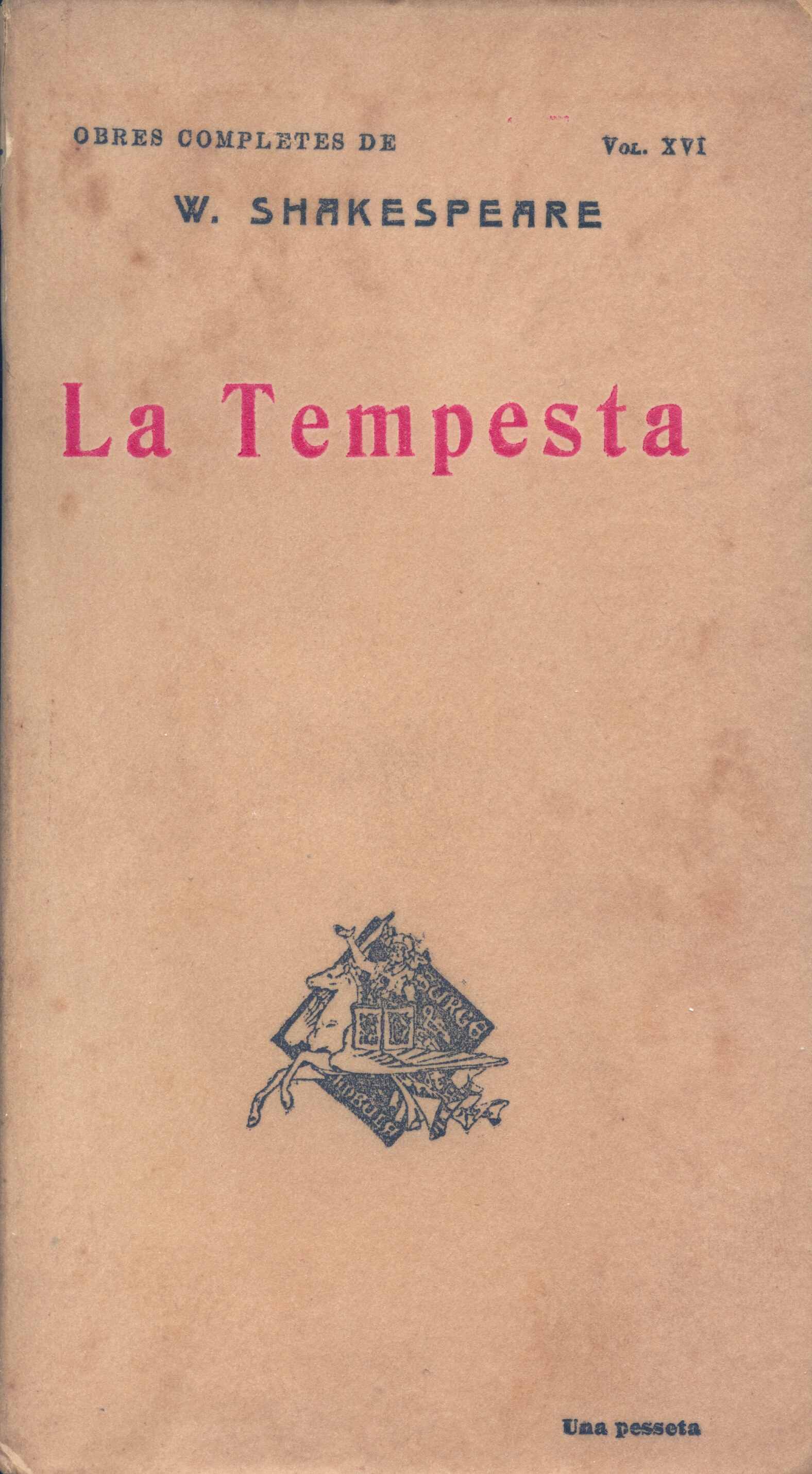
Portada de "La tempesta" de W. Shakespeare, en versió de Josep Carner; volum XVI (i darrer) de la Biblioteca Popular dels Grans Mestres" (1910)

La Biblioteca Popular dels Grans Mestres és una col·lecció de llibres publicada entre 1907 i 1910 per l'editor Eduard Domènech i Montaner (Estampa d'E. Domenech), que comprèn setze versions d'obres de Shakespeare en català. Es tracta del que fou el primer assaig de popularització, en català, de tota l'obra dramàtica de Shakespeare.
La col·lecció inclou els següents títols:
1.- Julius César. Drama en cinc actes, (1907); traducció de Salvador Vilaregut.
2.- Antonius y Cleopatra, (1907); traducció de Francesc Torres i Ferrer.
3.- El somni d'una nit d'estiu, (1908); traducció de Josep Carner.
4.- Enric IV. Primera part, (1907); traducció de Josep Sandarán Bacaría.
5.- La festa del Reis o lo que volgueu, (1907); traducció de Carles Capdevila i Recasens.
6.- Macbeth, (1908); traducció de Diego Ruiz Rodríguez.
7.- La feréstega domada, (1908); traducció de Josep Farran i Mayoral.
8.- El rei Lear, (1908); traducció d'A. Albert Torrellas.
9.- Treball d'amor endebades, (1908); traducció de Manuel Reventós i Bordoy.
10.- El marxant de Venècia, (1909); traducció de Joan Puig i Ferreter.
11.- Conte d'hivern, (1909); traducció de Vicenç Caldés Arús.
12.- Les alegres comares de Windsor, (1909); traducció de Josep Carner.
13.- El rei Joan, (1909); traducció de Josep Martí i Sàbat.
14.- Molt soroll per res, (1909); traducció de Ramon Pomés i Soler.
15.- Tot va bé si acaba bé, (1909); traducció de Ferran Girbal i Jaume.
16.- La tempesta, (1910); traducció de Josep Carner.